# Sarah Drew
Sarah Drew (Charlottesville, 1 de outubro de 1980) é uma atriz americana, conhecida por seu papel de Hannah Rogers no drama da Warner Bros. Everwood.  E por seu papel de Dr. April Kepner no drama médico da ABC. Grey's Anatomy. Os papéis anteriores de Drew incluíram a voz de  Stacy Rowe na série animada da MTV Daria, Mary Helen no filme de 2003 Radio e uma participação especial na série televisiva Wonderfalls.

## Biografia
Drew nasceu em Charlottesville, Virgínia, mas cresceu em Stony Brook, região de Long Island, em Nova Iorque. Sua mãe, dr.ª Jean Drew, é professora de Ciências. Seu pai, Charles Drew, é o pastor sênior na Emmanuel Presbyterian Church na cidade de Nova Iorque. Sarah tem parentesco com o ator Benjamin McKenzie. Drew começou a atuar em peças escolares, no teatro comunitário e em produções de verão. Em 1997, quando ainda estava no Ensino Médio, Drew emprestou sua voz a série de animação Daria, fazendo a personagem Stacy Rowe.
Em 2001, Drew fez sua estreia profissional como Julieta em Romeu e Julieta no McCarter Theater, em Princeton, Nova Jérsei. A sua estreia na Broadway deu-se em 2003 com Vincent in Brixton, que mais tarde a levou a atuar no West End londrino. Ela passou para a televisão com uma participação especial na série Wonderfalls e esteve no filme Radio, com Cuba Gooding Jr.
Drew graduou-se em Artes Dramáticas pela Universidade da Virgínia em 2002. Drew e seu marido, Peter Lanfer, residem em Los Angeles. Drew é amiga da também atriz atuante em Everwood, Emily VanCamp. Em 12 de janeiro de 2012 Sarah deu à luz o primeiro filho, Micah Emmanuel Lanfer. E em 3 de dezembro de 2014 nasceu Hannah Mali Rose Lanfer, a primeira filha do casal.

## Filmografia

### Televisão
| Ano                   | Título                            | Papel             | Notas                                  |
| --------------------- | --------------------------------- | ----------------- | -------------------------------------- |
| 1997–2001             | Daria                             | Stacy Rowe (voz)  | 28 episódios                           |
| 2000                  | Is It Fall Yet?                   | Stacy Rowe (voz)  | Filme televisivo                       |
| 2002                  | Is It College Yet?                | Stacy Rowe (voz)  | Filme televisivo                       |
| 2004                  | Wonderfalls                       | Bianca Knowles    | Episódio: "Karma Chameleon"            |
| 2004–2006             | Everwood                          | Hannah Rogers     | Elenco Regular (38 episódios)          |
| 2006                  | Cold Case                         | Jenny (1958)      | Episódio: "Static"                     |
| 2007                  | Law & Order: Special Victims Unit | Becca Rice        | Episódio: "Responsible"                |
| 2007                  | Reinventing the Wheelers          | Becky Conner      | Filme televisivo                       |
| 2008                  | Medium                            | Suzie Keener      | Episódio: "Wicked Game" (Partes 1 & 2) |
| 2008                  | Privileged                        | Caryn             | Episódio: "All About Insecurities"     |
| 2008                  | Front of the Class                | Nancy Lazarus     | Filme televisivo                       |
| 2008, 2009            | Private Practice                  | Judy              | 2 episódios                            |
| 2008–2009             | Mad Men                           | Kitty Romano      | 4 episódios                            |
| 2009                  | Inside the Box                    | Molly             | Piloto                                 |
| 2009                  | Castle                            | Chloe Richardson  | Episódio: "Nanny McDead"               |
| 2009                  | Numb3rs                           | Piper St. John    | Episódio: "Angels and Devils"          |
| 2009                  | In Plain Sight                    | Rachel Rosenzweig | Episódio: "Aguna Matatala"             |
| 2009                  | Glee                              | Suzy Pepper       | Episódio: "Ballad"                     |
| 2009–2018 / 2021-2022 | Grey's Anatomy                    | Dr. April Kepner  | Elenco Principal — 191 episódios       |
| 2010                  | Supernatural                      | Nora / Demon      | Episódio: "Swap Meat"                  |
| 2010                  | Miami Medical                     | Emily             | Episódio: "What Lies Beneath"          |
| 2018                  | Christmas Pen Pals                | Hannah Morris     | Filme para televisão                   |
| 2020                  | Christmas in Vienna               | Jess Waters       | Filme para televisão                   |
| 2021                  | Verão cruel                       | Cindy Turner      | Papel Recorrente                       |

### Filmes
| Ano  | Título                 | Ano                  | Notas          |
| ---- | ---------------------- | -------------------- | -------------- |
| 2003 | Radio                  | Mary Helen           |                |
| 2005 | TheBaxter              | Serena               |                |
| 2006 | Locked Upstairs        | Jo                   | Curta-metragem |
| 2007 | American Pastime       | Katie Burrell        |                |
| 2007 | The Violin             | Judit Curta-metragem |                |
| 2008 | Wieners                | Karen                |                |
| 2010 | Tug                    | Ariel                |                |
| 2013 | Headlights             | Muse                 |                |
| 2014 | Moms' Night Out        | Allyson              |                |
| 2014 | Waking Marshall Walker | Charlotte            | Curta-metragem |
| 2018 | Indivisible            | Heather Turner       |                |

### Web
| Ano  | Título                         | Papel            |
| ---- | ------------------------------ | ---------------- |
| 2010 | Seattle Grace: Message of Hope | Dr. April Kepner |